# 笼巾

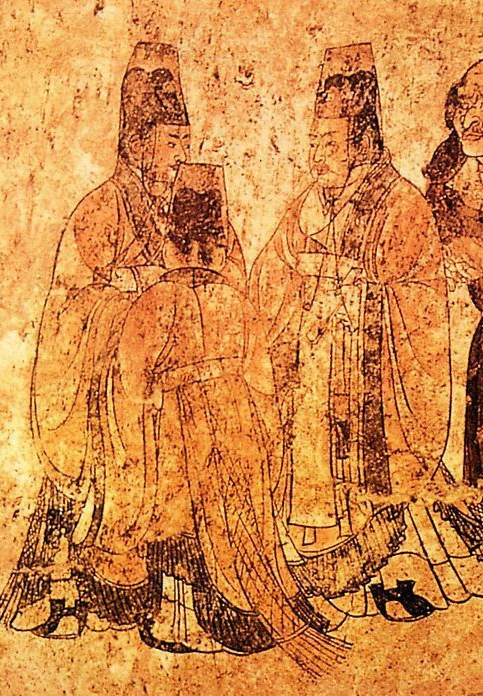
唐代戴高頂烏紗帽的男子

烏紗高屋帽，又稱笼巾，高屋烏紗帽、黑纱高屋帽、高頂烏紗帽等，是漢服首服中高屋帽和烏帽的一類，因以黑紗製成而得名。最早出现于东晋，流行於南朝至宋代，有白、乌两种。乌帽为官員和士庶通用，又稱烏紗帽，但與後世別稱為「烏紗帽」的官帽非同一種帽子。相反白色的白紗帽則為皇室專用。

## 中國
烏紗高屋帽在隋代时，被当作是官服的一种。《通典》记载说：隋文帝开皇初，尝著乌纱帽，自朝贵已下至于冗吏，通著入朝。隋代帝王贵臣，多服黄文绫袍、乌纱帽、九环带、乌皮大合靴。唐代，不论贵贱，天子百官、庶民百姓均可以戴服它。乌帽在唐代是一种日常便帽，不少唐代文人都曾在其诗句中提及乌帽。如柳宗元有诗句： 「春衫裁白紵，朝帽掛乌纱。」李白曾有《答友人赠乌纱帽》诗： 「领得乌纱帽，全胜白接鬵。」白居易在其《初冬早起寄梦得》中也有「起戴乌帽，行披白布裘」的句子。
宋代時士庶依然有服烏紗高屋帽，由於白紗高屋帽在隋唐之後已消失，宋人詩詞所提及高屋帽應是指烏帽，如苏轼 《椰子冠》诗：“规模简古人争看，簪导轻安髮不知。更著短簷高屋帽， 东坡何事不违时。”此詩一出，當時人更紛紛仿效蘇軾戴上短簷高屋烏帽，稱為「子瞻樣」。